# بینگهمتون (نیویورک)
بینگهمتون (به انگلیسی: Binghamton) شهری در ایالات متحده آمریکا است که در شهرستان بروم، نیویورک واقع شده‌است.
بینگهامتون ۲۸٫۸۲ کیلومتر مربع مساحت و ۴۷٬۹۶۹ نفر جمعیت دارد و ۲۶۳٫۹۶ متر بالاتر از سطح دریا واقع شده‌است.
بینگهامتون، به‌طور رسمی در تاریخ ۱۸۶۷ میلادی به‌عنوان یک شهر شناخته شد.
دانشگاه بینگهمتون در حومه این شهر در منطقه ای به نام وستال واقع است.